# Sandi Thom
Sandi Thom, właśc. Alexandria "Sandi" Thom (ur. 11 sierpnia 1981 w Macduff) – szkocka kompozytorka i wokalistka country rock.

## Dyskografia
Albumy
- 2006: Smile... It Confuses People
- 2008: The pink & the lily

Single
- 2005: I Wish I Was a Punk Rocker (With Flowers in My Hair)
- 2006: I Wish I Was a Punk Rocker (With Flowers in My Hair) (reedycja)
- 2006: What If I'm Right